# Стремянная улица
Стремя́нная улица — улица в Центральном районе Санкт-Петербурга. Проходит от Владимирского проспекта до улицы Марата (между Колокольной улицей и Невским проспектом). Длина — 390 м.

## История
В 1730-х годах в этом районе находилась слобода стремянных — так тогда называли служителей конюшенного двора. От них и произошло название улицы.
Сегодня на Стремянной улице остаётся один сквер-лакуна. По архивным данным эта лакуна образовалась на месте сгоревшего в середине 20-х годов двухэтажного деревянного дома. На расчищенном участке уже тогда был устроен сквер.
25 октября 2002 года на Стремянной произошло ЧП. В результате непродуманной перепланировки рухнули перекрытия в доме № 15 (угловой с Поварским переулком), погибло 3 человека. В июле 2005 года аварийное здание, построенное в 1897 году (архитекторы Б. И. Гиршович, Э. Ф. Виррих), разобрали. Теперь на этом месте построен в 2009 г. современный жилой дом, удачно вписавшийся в архитектурный ансамбль улицы.
До середины 1990-х годов здесь находилось трамвайное кольцо. Трамваи ходили от улицы Марата до Дмитровского переулка в одну сторону. Здесь были уложены два параллельных пути, которые можно было увидеть ещё в 2000-х годах. При ремонте улицы рельсы были сняты.

## Здания и сооружения

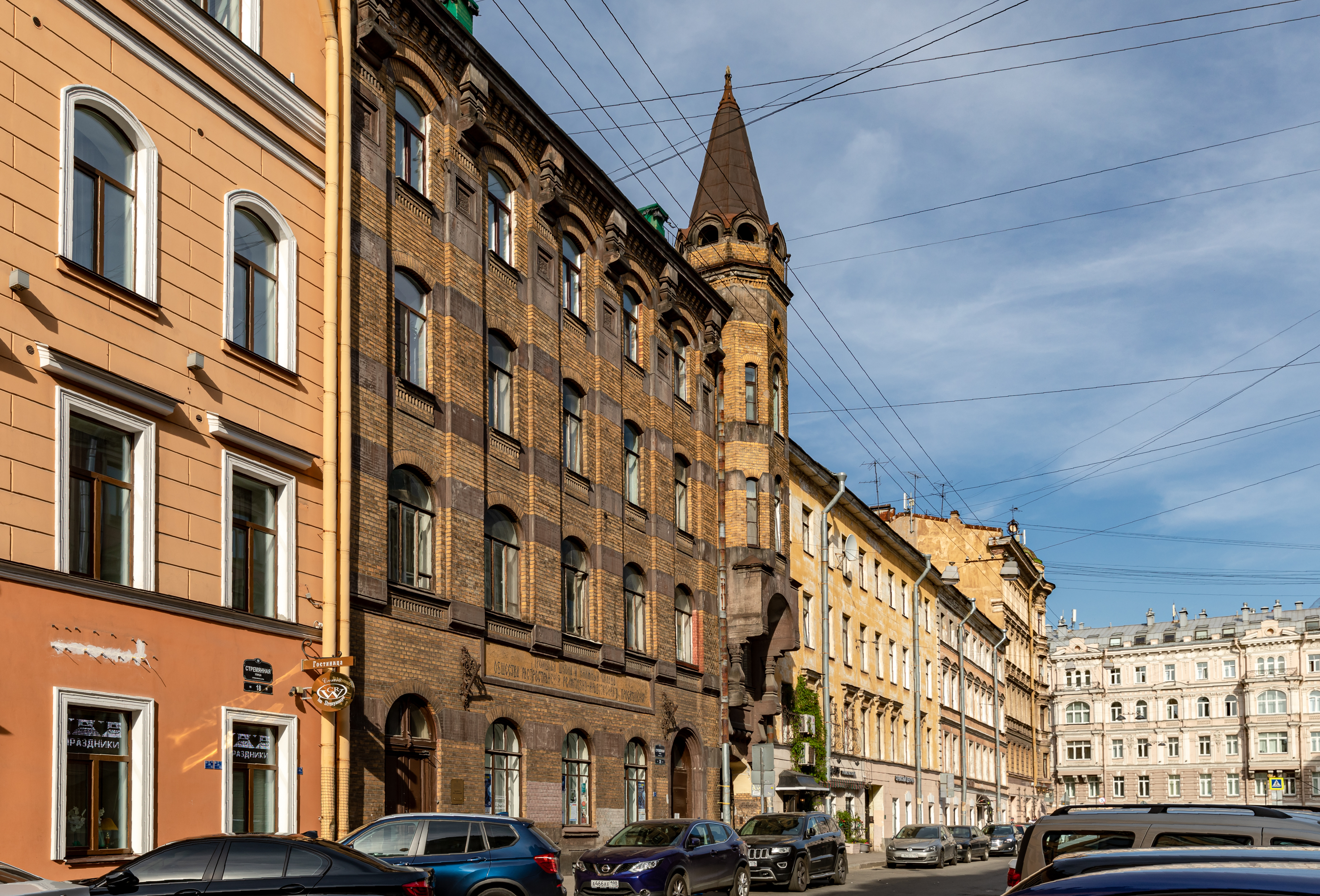
Вид в сторону улицы Марата. В центре — дом № 20

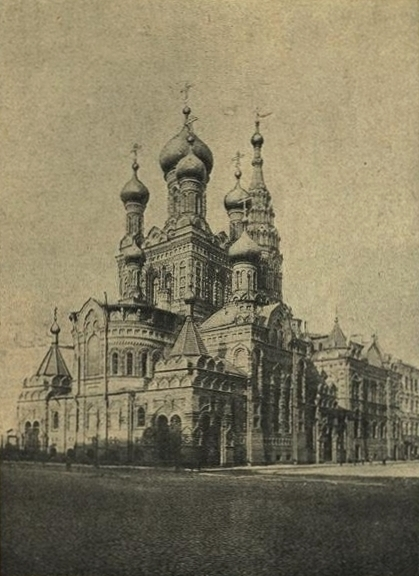
Свято-Троицкая церковь в 1916 году

- № 5 — бывший доходный дом. Построен в 1850 году по проекту Р. И. Кузьмина.
- № 8 — бывший доходный дом, перестроен в 1858 году архитектором И. И. Цимом.  781610553240005
- № 10 — Новодел на месте жилого дома, где жил С. Н. Худеков; здесь размещалась его коллекция. Здание ( памятник архитектуры) оказалось одним из ряда домов, пострадавших во время строительства гостиницы «Невский Палас». Было снесено в 2005 году.
- № 11 — жилой дом, бывший доходный дом Угрюмовых (А. Ф. Бубыря) построенный архитектором Бубырем совместно с Н. В. Васильевым, 1906—1907. На шестом этаже этого дома находилась квартира и проектная мастерская А. Ф. Бубыря; в 1983 — 1984 году архитекторы В. С. Лукьянов и А. И. Алымов здесь работали над проектом Обелиска «Городу-герою Ленинграду»[1]. В 1960-х в доме работало кафе «Эльф» — филиал «Сайгона», в 1990-х во дворе снимали сцены из фильма «Брат»[2].  781610565180005
- № 12 — здание книгоиздательства П. П. Сойкина (типография П. П. Сойкина, собственный дом). Построено по проекту А. К. Миняева в 1903 году. (Перестроено). Во дворе находилось здание типографии А. И. Траншеля, построенное архитектором В. Ф. Геккером в 1873 году. (Перестроено).
- № 13 — жилой дом купца первой гильдии А. Ф. Мюзера. Построен в 1895 году, архитектор В. В. Шауб[3][4].  7830390000
- № 14 — в этом доме жил литератор и журналист Л. М. Клячко. Здесь же, в его квартире располагалась дирекция основанного им издательства «Радуга».
- № 20 — дом Общества религиозно-нравственного просвещения, арх. Г. Д. Гримм и Г. Г. фон Голи.  7830391000
- № 21 — по этому адресу с конца XIX века находилась Свято-Троицкая церковь. Осенью 1966 года её снесли. В 1977 году построены Невские бани. В июле-августе 2007 года снесены для строительства торгового центра
- № 22 / улица Марата, д. № 3 — доходный дом С. Ф. Мор. 1881—1882 гг., архитектор А. Р. Гешвенд. Средняя часть здания построена в 1852 году по проекту П. А. Чепыжниковова.

## Утраченные исторические здания
- № 10  памятник архитектуры. Снесён в 2005 году.
- № 15 / Поварской переулок, д. № 1 — дом 1897 года постройки, архитекторы Б. И. Гиршович, Э. Ф. Виррих снесён в 2005 году[5].